# 捣蛋鬼

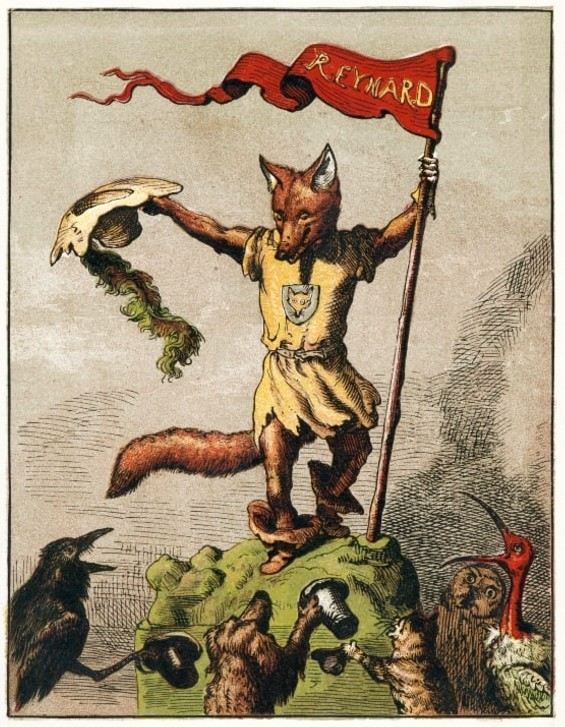
米歇尔·罗德安戈于1869年撰写的童话中捣蛋鬼列那狐的形象

捣蛋鬼（英語：。或译诡计者）是一个存在于神话、宗教、民间故事中的角色（神或女神、灵体、人或者传说生物），具有极大的智力或者秘密的智慧，并将他们用于恶作剧或者违反世俗的规则与传统。英文“Trickster”最早由G·P·汉森提出，并很可能由丹尼尔·G·布林顿于1885年首次使用。

## 网络与多媒体中的形象
在网络环境中捣蛋鬼的形象与网络恶意破坏具有联系，有些人说捣蛋鬼是一种在线社区形象。另外一些人认为，这是网络欺凌。